# Boecillo
Boecillo ist eine spanische Gemeinde in der Provinz Valladolid der Region Kastilien-León. Sie hat 4.357 Einwohnern (Stand: 2024) bei einer Fläche von 24,1 km². 